# Thomas Renner (Manager)

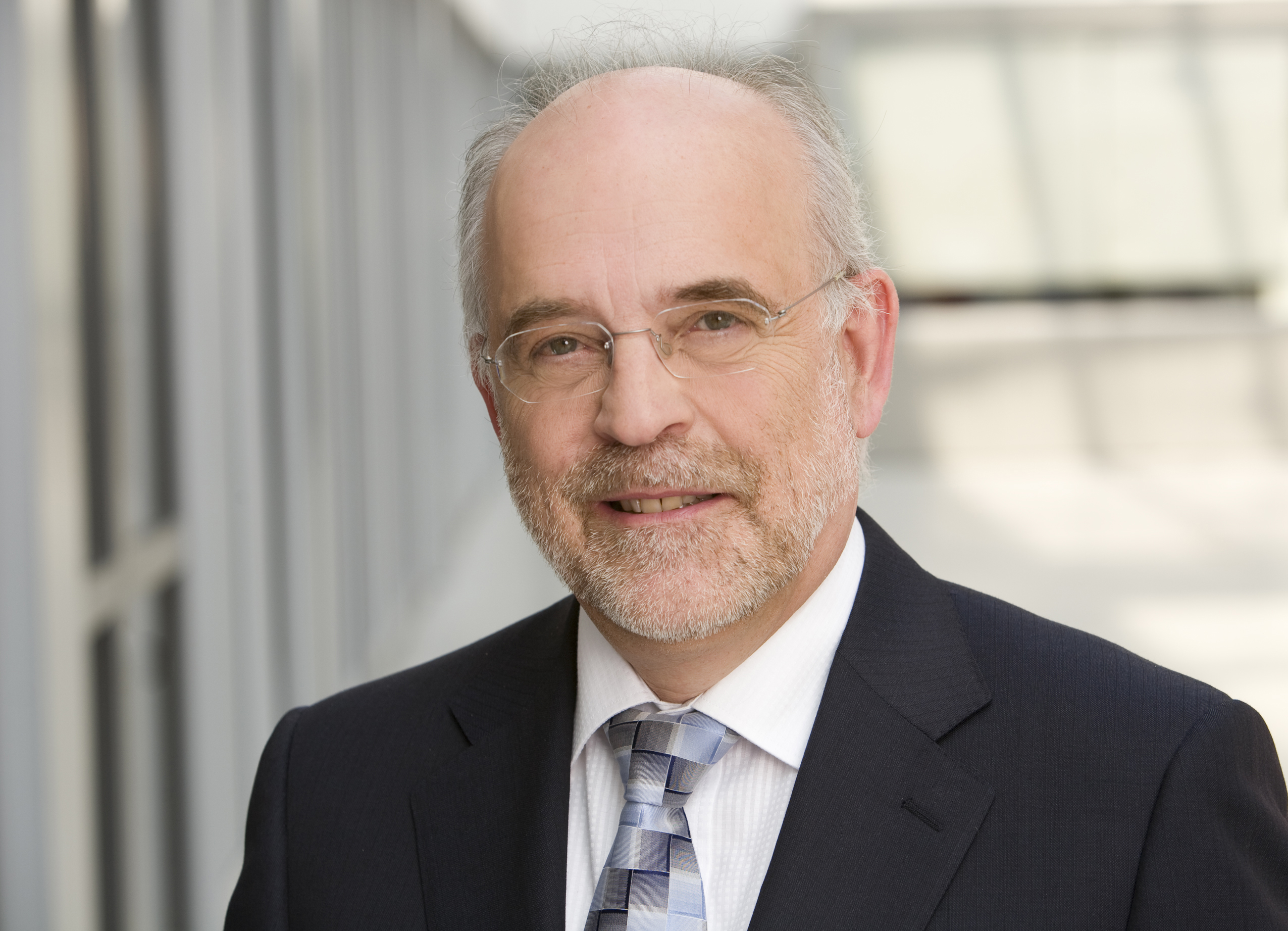
Thomas Renner

Thomas Renner (* 22. August 1951 in Freiburg im Breisgau) ist ein Bankmanager und Lobbyist. Vom Januar 2007 bis Dezember 2014 war er Vorstandsvorsitzender der Sparda-Bank Baden-Württemberg eG.

## Herkunft, Ausbildung und Persönliches
Thomas Renner wurde in Freiburg geboren. Nach dem Erwerb der fachgebundenen Hochschulreife am Wirtschaftsgymnasium im Jahre 1973 wurde Thomas Renner bis 1975 zum Bundesbahninspektor ausgebildet. Von 1980 bis 1982 studierte er an der Akademie Deutscher Genossenschaften und schloss als diplomierter Bankbetriebswirt A.D.G. ab.
Thomas Renner reist und wandert häufig, interessiert sich für Musik und Kunst und spielt selbst Klavier. Er hat eine Vielzahl von Ehrenämtern inne und gilt als engagierter Förderer des Kinderturnens und der Musik.

## Karriere
Von 1972 bis 1980 war Thomas Renner für die Deutsche Bundesbahn tätig.

### Sparda-Bank
Zum 1. Mai 1980 wechselte Thomas Renner in eine Führungsfunktion bei der Sparda-Bank Karlsruhe, von 1982 bis 1998 war er deren stellvertretender Vorstandsvorsitzender. Während dieser Zeit war er von Oktober 1995 bis April 1996 auch Vorstandsvorsitzender der Sparda-Bank Münster. Im April 1999 wurde er Vorstandsmitglied der Sparda-Bank Baden-Württemberg, im September 2001 stellvertretender Vorsitzender des Vorstands der Sparda-Bank Baden-Württemberg. Seit dem 1. Januar 2007 bis zu seinem Ausscheiden am 31. Dezember 2013, war er Vorstandsvorsitzender der Sparda-Bank Baden-Württemberg.

## Sonstiges

### Sonstige Tätigkeiten
- 1985 bis 2003 Mitglied des Aufsichtsrats der Sparda Datenverarbeitung Nürnberg e.G.
- Seit Gründung 1999 bis Hauptversammlung 2013, Mitglied des Aufsichtsrats der Net-Bank AG Hamburg (erste Internetbank in Europa)
- 2001 bis 2009 Mitglied des Beirats der DEVK Deutsche Eisenbahn Versicherung Sach- und HUK Versicherungsvereins a. G., ab Juni 2009 bis Dezember 2013, Mitglied des Aufsichtsrats
- 2004 bis 2009 Mitglied im Aufsichtsrat der Sparda-Telefon-Service GmbH, von 1. Januar 2010 bis 24. Juli 2013 Vorsitzender des Aufsichtsrats
- 2007 bis 2010 Mitglied des Aufsichtsrats der Sparda-Software GmbH
- Seit 2007 Mitglied des Verbandsrats der Sparda-Banken, von Februar 2010 bis 31. Dezember 2013 dessen Vorsitzender
- Von 2008 bis 31. Dezember 2013 Mitglied im Wirtschaftsrat der CDU
- Seit 2009 Mitglied im Beirat der DBV (Deutsche Beamten-Versicherung AG)

### Ehrenämter
- Seit 2005 ist Thomas Renner Mitglied und vom 1. Januar 2007 bis 21. Dezember 2013 Vorsitzender des Stiftungsrats der Stiftungen Kunst und Kultur der Sparda-Bank Baden-Württemberg, der Otto Hajek-Kunststiftung bei der Sparda-Bank Baden-Württemberg und der Sozialstiftung der Sparda-Bank Baden-Württemberg.
- Von April 2009 bis 31. Dezember 2013 Mitglied im Kuratorium Kunststiftung Baden-Württemberg gGmbH.
- Seit 2006 ist Thomas Renner Mitglied des Hochschulrats der Hochschule für Musik Karlsruhe.
- Seit Juni 2007 Mitglied des Beirats der Wissenschaftlichen Hochschule Lahr.
- Seit März 2008 Mitglied im Kuratorium der Tanzstiftung Birgit Keil.
- Von 2008 bis Dezember 2010 Vorstandsvorsitzender der Kinderturnstiftung Baden-Württemberg.
- Seit 2008 Mitglied im Kuratorium der Deutschen Kinderturnstiftung.
- Von 2008 bis 31. Dezember 2013 Mitglied im Vorstand von Herzenssache e.V., der Kinderhilfsaktion von SWR, SR und Sparda-Bank Baden-Württemberg.
- Von 2009 bis 31. Dezember 2013 Mitglied des Beirats im Forschungszentrum für den (Schul)sport mit Kindern und Jugendlichen (FOSS) des Karlsruher Institut für Technologie.
- Seit Oktober 2009 Mitglied im Kuratorium des Zentrum für Angewandte Kulturwissenschaft und Studium Generale (ZAK) des Karlsruher Institut für Technologie.
- Von Dezember 2010 bis 31. Dezember 2013 Vorsitzender des Stiftungsrats der Kinderturnstiftung Baden-Württemberg.
- Seit 2011 Mitglied im Kuratorium der Deutschen Kinderkrebsnachsorge.
- Seit 2014 Mitglied im Kuratorium der Kinderturnstiftung Baden-Württemberg.

## Auszeichnungen
- Seit März 2008 ist Thomas Renner Ehrensenator der Hochschule für Musik Karlsruhe.
- Am 16. September 2008 verlieh die Deutsche Kinderkrebsnachsorge, Stiftung für das chronisch kranke Kind, Thomas Renner die Ehrennadel und würdigt das beispielhafte Engagement.
- Im Mai 2011 verlieh das Karlsruher Institut für Technologie (KIT) Thomas Renner die Ehrendoktorwürde.
- Am 16. September 2011 verlieh der Deutsche Turner-Bund Thomas Renner den Jahn Brief, für vorbildliche Förderung der deutschen Turnbewegung.
- Am 15. März 2012 erhielt Thomas Renner die Universitätsmedaille der Universität Ulm für sein Mäzenatentum im Rahmen der "Ulmer Denkanstöße".
- Goldene Ehrennadel des DGRV.
- Ehrenmedaille Badischer Turner-Bund.
- Ehrenmedaille Schwäbischer Turnerbund.